# Eupithecia commundata
Eupithecia commundata là một loài bướm đêm trong họ Geometridae.